# Odd Dahl

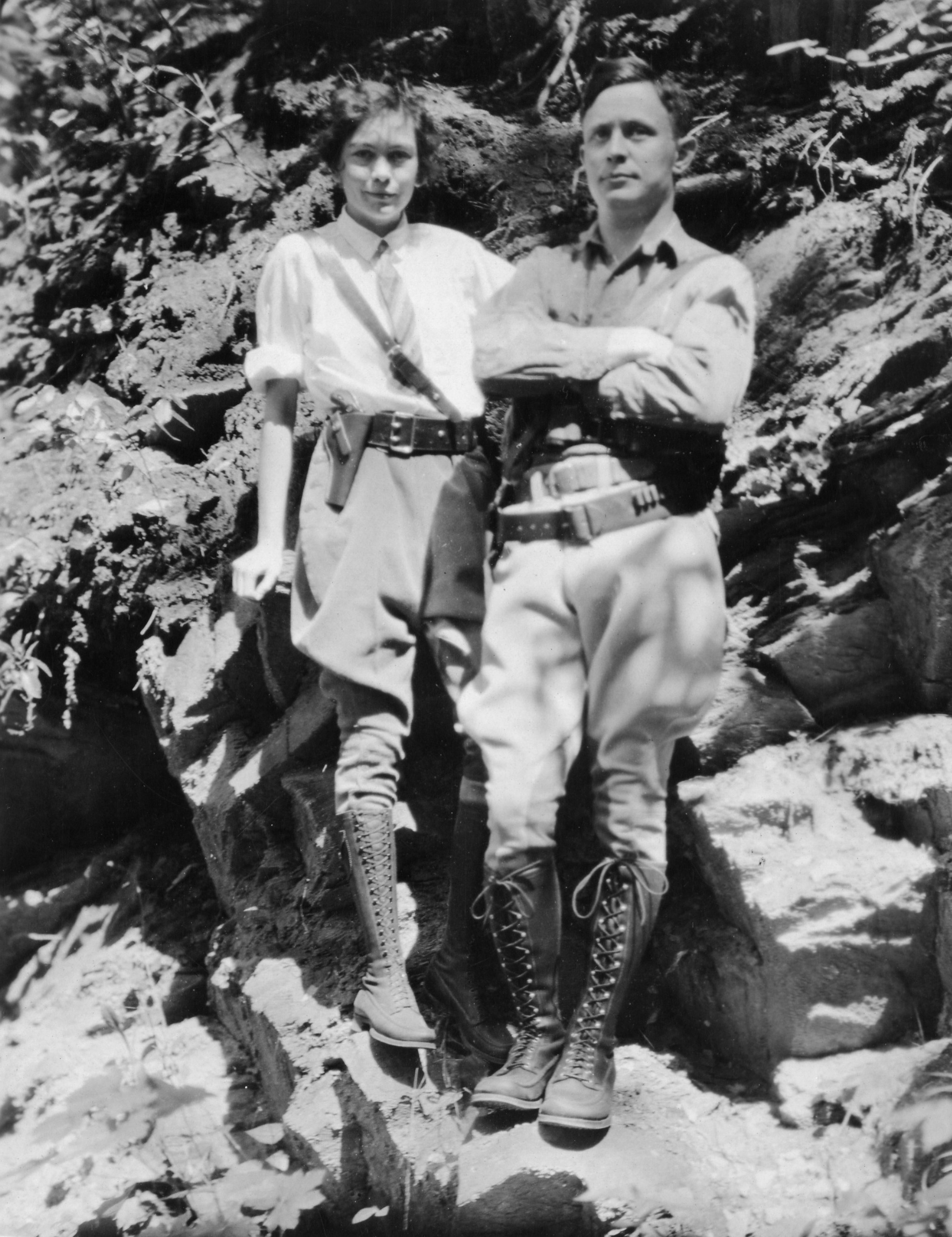
Odd Dahl mit seiner Frau Anna

Odd Dahl (* 3. November 1898 in Drammen; † 2. Juni 1994 in Bergen) war ein norwegischer Physiker, Abenteurer, Flugpionier und Polarforscher.

## Leben
Dahl hatte keine universitäre Ausbildung, sondern bildete sich als Elektriker und Radiotechniker aus. Er erkundete mit einem Elektroingenieur die Möglichkeit per Radio mit Fischerbooten zu kommunizieren, was zu seiner ersten Publikation führte. 1921 nahm er Flugstunden.
1922 nahm er als Pilot an der Maud-Expedition von Roald Amundsen zum Erkunden der Nordostpassage teil. Da das Flugzeug beim Versuch des Abhebens vom Eis beschädigt wurde, verbrachte er statt mit Flugerkundungen zwei Jahre mit geophysikalischen Beobachtungen in der sibirischen Arktis (zusammen mit dem Geophysiker Harald Ulrik Sverdrup), wobei er Zeit fand, sich unter Anleitung von Sverdrup mit Physik zu befassen und ein geschickter Instrumentenbauer wurde.
Nach der Rückkehr wurde er Assistent von Sverdrup und ging 1926 an die Carnegie Institution for Science in Washington, D.C., wo er mit Merle Antony Tuve und Lawrence Hafstad einen der ersten Van-de-Graaff-Generatoren baute. Außerdem baute er Instrumente zum Studium des Erdmagnetfelds und der Kennelly-Heaviside-Schicht. Ab 1936 war er am Christian Michelsen Institut (CMI) in Bergen, wo er drei Van-de-Graaff-Generatoren und ein Betatron baute.
Nach dem Zweiten Weltkrieg leitete er den Bau eines norwegisch-niederländischen experimentellen Kernreaktors in Norwegen (mit Gunnar Randers vom Institut für Atomenergie in Norwegen und Ingenieuren des CMI), dem ersten außerhalb der eigentlichen Nuklearmächte.
1951 wurde er von Pierre Auger und Edoardo Amaldi eingeladen, an der Projektierung des CERN mitzuarbeiten. Ab 1952 leitete er das Proton-Synchrotron Projekt des CERN, das zum PS führte. Zuerst sollte die Maschine ähnlich dem Cosmotron werden, nur mit höherer Leistung (10 bis 15 GeV). Bei einem Besuch (mit Frank Goward und Rolf Wideröe) 1952 am Brookhaven National Laboratory, das den Cosmotron betrieb, erfuhren sie vom neuen Starken-Fokussierungskonzept von M. Stanley Livingston, Ernest Courant und Snyder, das viel höhere Energien zu erreichen versprach. Dahl richtete das Projekt sofort danach aus (er wies die CERN Mitarbeiter an, alles stehen und liegen zu lassen und nur noch an dieser Aufgabe zu arbeiten) und überzeugte die CERN Führung davon. Die Arbeit daran erforderte statt Ingenieuraufgaben neue Forschungen, und die Leitung der Entwicklung übernahm Frank Goward und nach dessen Tod 1954 John Bertram Adams.
1955 war er wieder in Norwegen, wo er sich wieder der Kerntechnik widmete. Er leitete den Bau eines Kernreaktors in Halden und war 1957 bis 1958 Gründungsdirektor von Noratom. Später widmete sich Dahl unter anderem Raketen für wissenschaftliche Zwecke und war 1961 bis 1966 Vorstand des norwegischen Komitees für Weltraumforschung. 1968 ging er in den Ruhestand.
Sowohl die norwegischen Spezialisten für Teilchenbeschleuniger Björn Wiik (DESY) als auch Kjell Johnsen (CERN) wurden durch ihn gefördert. Johnsen charakterisierte Dahl so: Er akzeptierte nur Herausforderungen und seine Intuition täuschte ihn nie.
1926 erhielt er den Sankt-Olav-Orden. 1952 wurde er Kommandeur des Sankt-Olav-Ordens und wurde Kommandeur des niederländischen Orden von Oranien-Nassau. 1951 wurde Ehrendoktor der Universität Bergen. Seit 1952 war er Mitglied der Norwegischen Akademie der Wissenschaften.
Dahl unternahm auch Expeditionen nach Südamerika und Asien, über die er zwei Bücher schrieb.

## Schriften
- Med muldyr og kano gjennom tropisk Sydamerika, Oslo 1927
- Med bil og husbåt i Asia, 1929